# Cernotina pallida
Cernotina pallida är en nattsländeart som först beskrevs av Banks 1904.  Cernotina pallida ingår i släktet Cernotina och familjen fångstnätnattsländor. Inga underarter finns listade i Catalogue of Life.